# Ion Dumitru
Ion „Liță“ Dumitru (* 2. Januar 1950 in Bukarest) ist ein ehemaliger rumänischer Fußballspieler und derzeitiger -trainer. Er wurde zweimal Rumäniens Fußballer des Jahres und absolvierte 442 Spiele in der höchsten rumänischen Fußballliga, der Divizia A. Außerdem nahm er an der Fußball-Weltmeisterschaft 1970 in Mexiko teil.

## Spielerkarriere

### Vereine

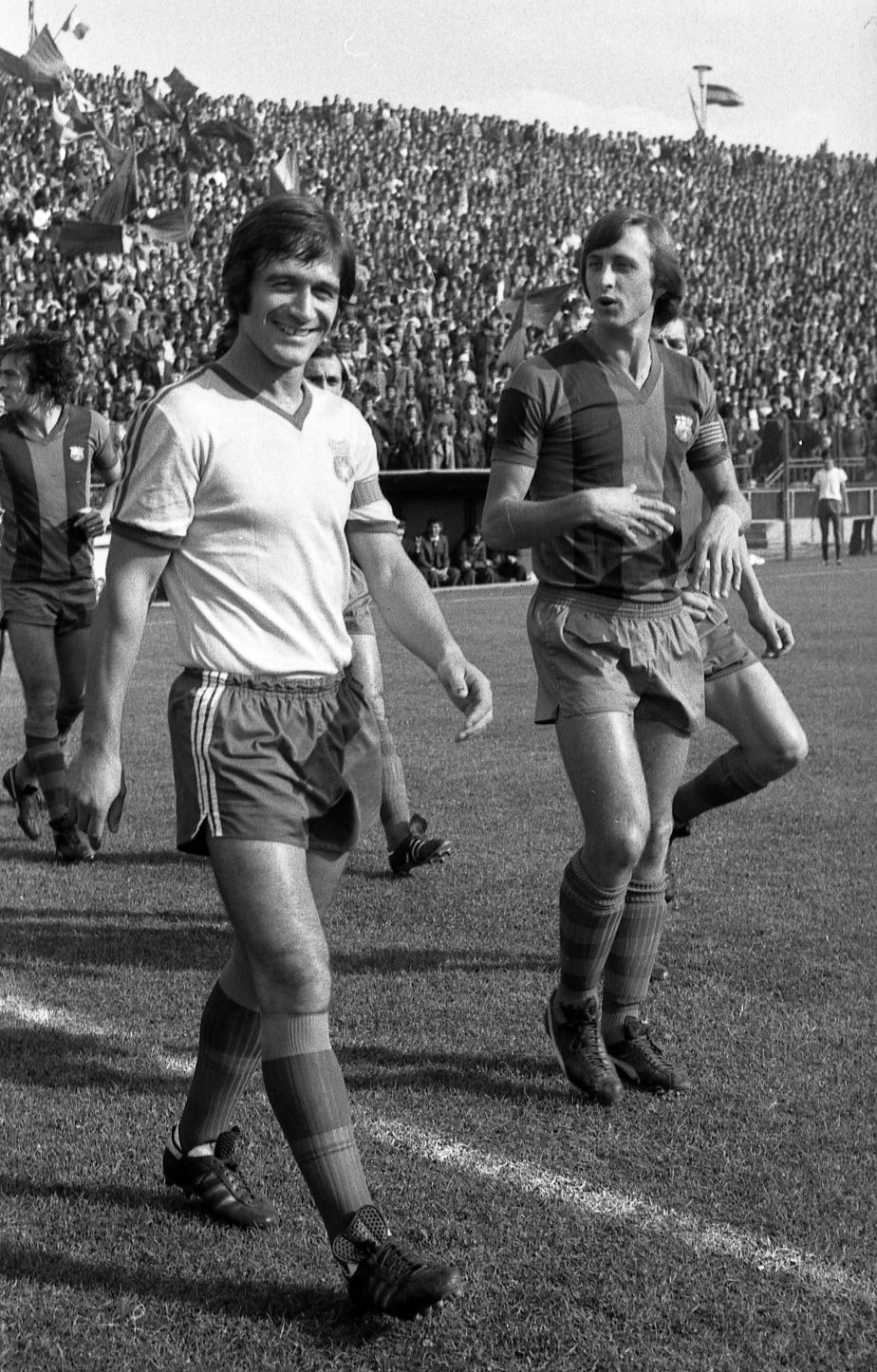
Ion Dumitru (links) mit Johan Cruyff (1977).

Der 169 Zentimeter große defensive Mittelfeldspieler begann seine Karriere 1963 bei Confecția Bukarest und wechselte 1964 zu Rapid Bukarest, wo er am 10. März 1968 gegen FC Argeș Pitești in der Divizia A debütierte. Er blieb bis 1972 bei Rapid, bevor er nach dem Gewinn des Pokalfinales zum Lokalrivalen Steaua Bukarest ging. Nach zwei Meistertiteln und zwei Pokalsiegen mit dem Militärklub zog es ihn 1980 zu Politehnica Timișoara, mit dem er 1981 erneut im Pokalfinale stand. 1982 wechselte Dumitru zu Universitatea Craiova, kam dort jedoch nur in vier Meisterschaftsspielen zum Einsatz. Er verließ den Verein 1983, um die Folgesaison bei dem Zweitligisten CFR Timișoara sowie anschließend bei UM Timișoara als Spielertrainer zu verbringen. 1984 kehrte Dumitru zu Politehnica Timișoara zurück und wechselte in der Winterpause der Saison 1985/86 als Spielertrainer zu seinem alten Verein Rapid Bukarest, wo er am 19. Juni 1988 sein letztes Spiel in der ersten Liga bestritt. Er brachte es auf 2 Tore in 27 Europapokalspielen.

### Nationalmannschaft
Dumitru absolvierte 50 Spiele für die rumänische Fußballnationalmannschaft und erzielte 10 Tore. Sein Debüt gab er am 9. Februar 1970 gegen Peru. Bei der Fußball-Weltmeisterschaft 1970 in Mexiko setzte ihn Nationaltrainer Angelo Niculescu in allen drei Spielen ein. Sieben weitere Länderspiele, in denen Dumitru zwei Tore erzielte, wurden 1999 von der FIFA nachträglich aberkannt, da sie im Rahmen der Qualifikation für die Olympischen Spiele ausgetragen worden waren. Des Weiteren bestritt Dumitru 7 Spiele für die U23-Nationalmannschaft Rumäniens, in denen er jedoch kein Tor schoss.

## Trainerkarriere
Erste Erfahrungen als Trainer sammelte Dumitru bereits in seiner Rolle als Spielertrainer während der letzten Jahre seiner aktiven Karriere. 1988 versuchte Dumitru zunächst in der BR Deutschland Fuß zu fassen, wohin er sich während einer Reise abgesetzt hatte. Der Versuch, vormittags mit einem Möbeltransport-Lkw und nachmittags als Amateurtrainer in unteren Ligen Geld zu verdienen, scheiterte allerdings. Mangels Geld konnte Dumitru keine Schulung an der Deutschen Sporthochschule Köln besuchen, um die Trainerlizenz zu erwerben und besuchte stattdessen private Fußballschulen. Im Jahr 1990 kehrte er daher nach Rumänien zurück, um als Trainer zu arbeiten. Mit der Unterstützung seines ehemaligen Mitspielers Cornel Dinu übernahm Dumitru 1994 FC Național Bukarest, wo er im April 1995 jedoch nach dem 24. Spieltag zurücktreten musste. Im Anschluss an die Saison 1994/95 wechselte er zum Zweitligisten Jiul Petroșani, mit dem ihm auf Anhieb der Aufstieg in die Divizia A gelang. In der Saison 1996/97 betreute er Jiul an den ersten beiden Spieltagen und wechselte dann zu Rapid Bukarest, wo er im März 1997 entlassen wurde. 1998 war er für kurze Zeit Trainer bei AS Rocar Bukarest. Im September 1998 wurde er für sechs Monate gesperrt, nachdem er bei dem Heimspiel von Rocar gegen FC Brașov den Schiedsrichter tätlich angegriffen hatte. Dumitru nutzte das Berufsverbot im eigenen Land, um nach Syrien zu Al-Dschaisch zu wechseln. Mit dem Verein wurde er 1999 Syrischer Meister und erreichte das Endspiel des Arab Club Champions Cup und des Arab Club Cup Winners Cup im selben Jahr. Im Anschluss wechselte Dumitru nach Saudi-Arabien zu al-Tai, mit dem er am Ende der Saison 2000 jedoch aus der Premier League abstieg.
Im November 2000 wechselte er in die zweite Liga zu FCM Politehnica Iași, den er am 1. April 2001 jedoch verlassen musste, da der Verein Tabellenletzter war. Bis zum Ende der Saison 2000/01 übernahm er den Ligakonkurrenten Callatis Mangalia. Als Gheorghe Hagi kurz danach die Nationalmannschaft Rumäniens als Trainer übernahm, wurde Dumitru im Juli 2001 zum Betreuer der U19-Nationalmannschaft berufen und verpasste mit seinem Team knapp die Qualifikation zur EM in Norwegen. Im Jahr 2002 verließ er das Land erneut in Richtung Deutschland, um in der Saison 2002/03 den Verbandsligisten VfR Heilbronn zu trainieren, bevor er im Sommer 2003 als Jugendtrainer zu Al-Hilal nach Saudi-Arabien wechselte. Noch im Laufe desselben Jahres kehrte Dumitru nach Rumänien zurück und wurde Jugendtrainer bei Rapid Bukarest.
In der Winterpause der Saison 2005/06 fusionierte der abstiegsbedrohte Drittligist Argeșul Mihăilești mit dem Viertligisten CS Concordia Chiajna. Ion Dumitru übernahm Anfang 2006 das Amt des technischen Direktors bei dem neuen Verein, dessen Drittligamannschaft in der Rückrunde unter dem Namen Concordia Chiajna – Mihăilești antrat und erst am letzten Spieltag den Abstieg in die Viertklassigkeit verhindern konnte. Vor Beginn der neuen Saison wurde die Mannschaft aus der Liga IV in ein Jugendteam umgewandelt und das Team aus der Liga III erhielt den nun frei gewordenen Namen Concordia Chiajna. Dumitru löste dort Vasile Bârdeș als Trainer ab und schaffte 2007 mit dem Verein den Aufstieg in die Liga II. Ion Dumitru wurde daraufhin im November 2007 zum Ehrenbürger der Gemeinde Chiajna, zu der auch sein Geburtsdorf Roșu gehört, ernannt. Nach dem achten Spieltag der Zweitligasaison 2008/09 wurde Ion Dumitru durch Dumitru Bolborea als Trainer abgelöst. Er blieb dem Verein als technischer Direktor erhalten und übernahm am 5. Oktober 2009 erneut das Training, nachdem beschlossen wurde, den amtierenden Trainer Adrian Bumbescu zum Co-Trainer herabzustufen. Am 6. April 2010 wurde der Vertrag mit Dumitru wegen Erfolglosigkeit aufgelöst. Er wanderte mit seiner Familie nach Deutschland aus, um in der Firma eines Freundes zu arbeiten. Nachdem sich diese Gelegenheit als finanziell wenig ergiebig erwies und sich auch sonst keine angemessenen Verdienstmöglichkeiten für ihn fanden, kehrte Dumitru mit seiner Frau und seiner Tochter nach Rumänien zurück. Am 11. Januar 2011 wurde er Trainer der zweiten Mannschaft von Steaua Bukarest in der Liga II, mit der er in vier Meisterschaftsspielen nur zwei Unentschieden erreichen konnte. Dumitru kündigte daraufhin am 30. März 2011, blieb dem Verein jedoch noch bis Sommer 2011 erhalten. Seither arbeitet er als Kinder- und Jugendtrainer bei Concordia Chiajna.

## Erfolge

### Als Spieler
- WM-Teilnehmer: 1970
- Rumänische Meisterschaft: 1975/76, 1977/78
- Rumänischer Pokalsieger: 1971/72, 1975/76, 1978/79, 1982/83
- Rumänischer Fußballer des Jahres: 1973, 1975

### Als Trainer
- Aufstieg in die Divizia A: 1996
- Syrischer Meister: 1999
- Finalist im Arab Club Champions Cup: 1999

## Verwandtschaft
Ion ist der Vater des Mittelfeldspielers Claudiu Dumitru (* 1980), der bei Rapid Bukarest, Jiul Petroșani, 1998 bei AS Rocar Bukarest und in der Saison 2000/01 bei dem Zweitligisten FCM Politehnica Iași spielte, bevor er erfolglos sein Glück in Deutschland und Israel versuchte und im Januar 2002 zu Poli Unirea Iași zurückkehrte.